# Gustave Dugazon

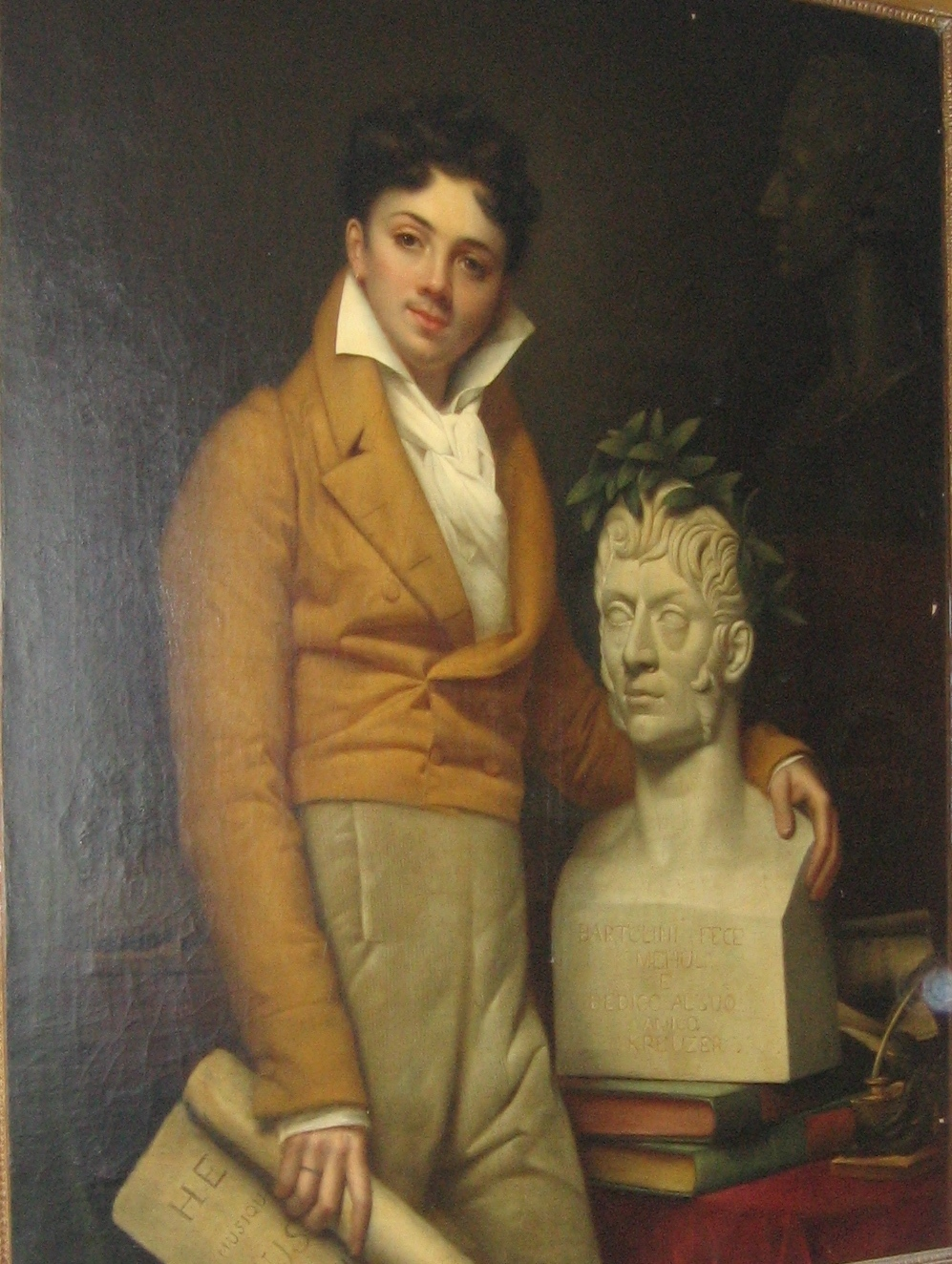
Gustave Dugazon

Gustave Dugazon (* 1. Februar 1781 in Paris; † 12. September 1829 ebenda) war ein französischer Komponist.
Der Sohn der Tänzerin Louise-Rosalie Lefebvre (Rose Lefèbvre) und des Schauspielers Henry Gourgaud, der unter dem Namen Dugazon bekannt wurde, studierte am Conservatoire de Paris Harmonielehre bei Henri-Montan Berton und Komposition bei François-Joseph Gossec. 1806 gewann er den premier Second Grand Prix de Rome mit der Kantate Héro nach einem Libretto von Jacques Bins de Saint-Victor.
Dugazon lebte als Klavierprofessor und Komponist in Paris. Sein Ballett Noémi wurde am Theatre de la Porte-Saint-Martin uraufgeführt, seine erste Oper Marguerite de Waldemar 1812 am Theatre Feydeau. Mit Louis-Barthélémy Pradher, der Klavierprofessor am Conservatoire de Paris war, komponierte er 1818 die Oper Chevalier d'industrie. Neben weiteren Opern und Balletten komponierte er Lieder und Romanzen, Nocturnes, Fantasien und Tänze.

## Werke
- Héro, Kantate, 1806
- Noémi, Ballett
- Marguerite de Waldemar, Uraufführung 1812
- Noce écossaise, Oper, 1814
- Les Fiancés de Caserte, Ballett, 1817
- Chevalier d’industrie, Oper, 1818
- Alfred le Grand, Ballett, 1822
- Aline, Ballett, 1823